# Estación Tierras Altas
Tierras Altas (kilómetro 38) es una estación ferroviaria ubicada en la localidad de Tierras Altas, en el partido de Malvinas Argentinas, Provincia de Buenos Aires, Argentina.

## Ubicación
A partir de diciembre del 2008 la estación cuenta con un paso a nivel ubicado en la esquinas de las calles Francisco Seguí y Uruguay, en el lado norte de la estación.

## Servicios
Es una estación intermedia del servicio diésel metropolitano que se presta entre las estaciones Retiro y Villa Rosa.
En la actualidad la empresa prestadora de servicios es Ferrovías.

## Historia
La estación fue fundada el 9 de julio de 1988 en el kilómetro 38 del Ferrocarril General Belgrano. Desde sus comienzos hasta la actualidad la estación se fue modificando, así como también generando desarrollos con gran impacto en la comunidad.